# Département de San Antonio (Río Negro)
Pour les articles homonymes, voir San Antonio (homonymie).
Le département de San Antonio est une des 13 subdivisions de la province de Río Negro, en Argentine. Elle est située en Patagonie, dans la zone du littoral de l'océan Atlantique, appelé ici mer d'Argentine.
Le département a une superficie de 14 015 km2.

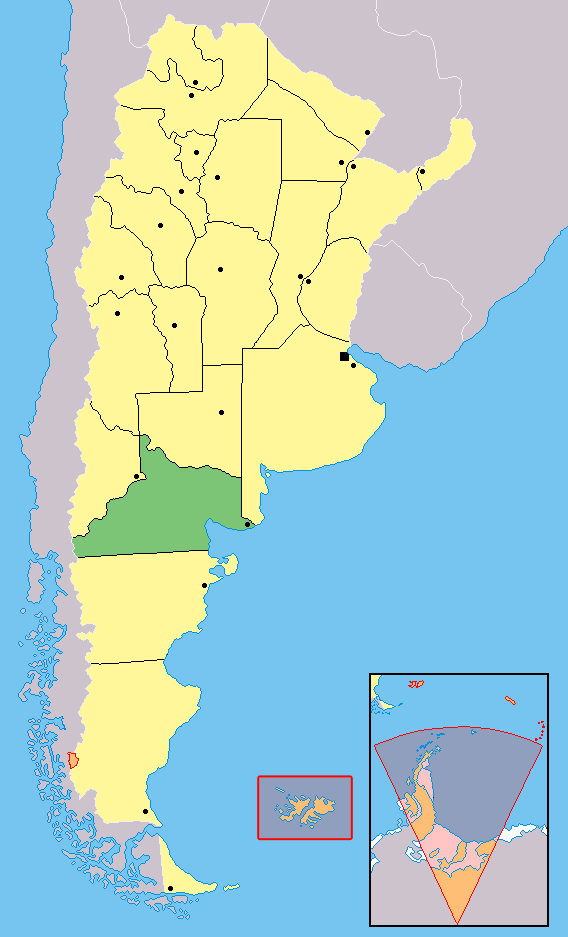
Localisation de la province de Río Negro en Argentine

## Population
Sa population était de 23 972 habitants au recensement de 2001. Selon une estimation de 2005, la population du département s'élevait à 30 460 habitants.

## Localités
Son chef-lieu est la ville de San Antonio Oeste.
Une autre ville, petite mais importante, est San Antonio Este, port de mer en eaux profondes créé en 1982 et qui draine l'essentiel des exportations de la province (fruits notamment).